# 摩西·利奥
摩西·利奥（英語：Moses Leo，1997年8月11日—），新西兰男子七人制橄榄球运动员。他曾代表新西兰国家队参加2022年英联邦运动会七人制橄榄球比赛，获得一枚铜牌。